# Назарьино (Хвойнинский район)
Назарьино — деревня в Хвойнинском районе Новгородской области России, входит в Анциферовское сельское поселение. По состоянию на 1 января 2009 года постоянного населения в деревне не было.
Площадь территории деревни — 16 га.
Назарьино находится на Валдайской возвышенности, на высоте 203 м над уровнем моря, в 5 км к северо-востоку от административного центра сельского поселения — села Анциферово. Близ деревни: к северу — озеро Белое, к востоку — железнодорожная линия.

## История
Назарьино в Боровичском уезде Новгородской губернии относилось к Миголощской волости. На 1896—1897 гг. в Назарьино было 32 двора, проживали 84 мужчины и 86 женщин, а также было 5 детей школьного возраста — 2 мальчика и 3 девочки.